# 陳衷紀
陳衷紀（？—1628年），中國福建漳州府海澄人。明朝末年活躍於福建沿海的海盜，顏思齊集團的成員，後在澎湖島上与李魁奇決鬥时被对手用手槍打死。

## 生平簡介
天啟五年（1625年）顏思齊死後，鄭芝龍被推舉為首領，不過陳衷紀仍掌握集團的實權，鄭芝龍也只得表面順從。
崇禎元年（1628年），鄭芝龍接受朝廷的招撫，陳衷紀不肯接受還打算反叛，因此被鄭芝龍所殺。
但在具有小說性質的《臺灣外紀》裡，對陳衷紀有截然不同的描寫。陳衷紀為顏思齊等二十八人的結拜兄弟，並且打算共同起兵推翻德川幕府，失敗後建議顏思齊前往台灣落腳。顏思齊死後和鄭芝龍一起於海上劫掠，朱欽相要招降鄭芝龍時，陳衷紀沒有前往而返回台灣。後來在澎湖被李魁奇所殺，鄭芝龍殺死李魁奇，便拿他的首級祭拜陳衷紀的牌位。
陳衷紀在1624年5千餘人，自中秋節反德川幕府政變失敗後，駕數十船至海外亡命時，原是大陳一江山，但被陳否決，理由是：大陳離明太近，再略南有一無名大島，古名蓬來仙島，隔海離陸略遠，即1624中秋後九月九來台主因。